# Kur'inskij rajon
Il Kur'inskij rajon (in russo Курьинский район?) è un rajon del kraj dell'Altaj, nella Russia asiatica.